# Evgueni Vinokourov
Pour les articles homonymes, voir Vinokourov.
Evgueni Mikhaïlovitch Vinokourov (en russe : Евгений Михайлович Винокуров), né le 22 octobre 1925 à Briansk en République socialiste fédérative soviétique de Russie, URSS et mort à Moscou en Russie le 23 janvier 1993, est un poète soviétique, lauréat du prix d'État de l'URSS en 1987 .

## Biographie
Fils d'un militaire de carrière, après avoir combattu pendant la Grande Guerre patriotique, il entre à l'Institut littéraire Maxime-Gorki de Moscou où il achève ses études en 1951. C'est d'ailleurs l'année où il publie son premier recueil de poésie Poèmes sur le service militaire. Suivent Poésies militaires et Bleu azur en 1956, et L'Aveu en 1958, année où il définit de nouvelles aspirations poétiques qui vont bien au-delà du mouvement critique des années 1955-1956. En 1960, il publie Le Visage humain, en 1962 Le Mot dont le titre est celui du premier poème du recueil et en 1944 Musique dont le premier poème est L'Ange. En exergue à Musique, Vinokourov cite un vers de Nikolaï Zabolotski, "Mot deviens musique".
Son poème Serejka de Malaïa Bronnaïa (Серёжка с Малой Бронной) écrit en 1953, l'histoire des deux garçons d'un illustre quartier moscovite péris sur le front et des mères de ces garçons qui meurent à petit feu dans la solitude de leurs appartements, sera mis en musique par Andrei Eschpai en 1958 et deviendra l'une des chansons phares de l'après-guerre en Union soviétique, chantée entre autres par Mark Bernes.
En 1963, il a édité en français le numéro d'octobre 1963 de la revue mensuelle Œuvres et opinions.
Le prix d'État de l'URSS lui est attribué pour les recueils poétiques Existence (Бытие) et Hypostase (Ипостась) en 1987.
Mort à Moscou, Evgueni Vinokourov est enterré au cimetière de Novodevitchi.